# Cadrema atriventris
Cadrema atriventris är en tvåvingeart som beskrevs av Malloch 1940. Cadrema atriventris ingår i släktet Cadrema och familjen fritflugor. Inga underarter finns listade i Catalogue of Life.